# Motylina

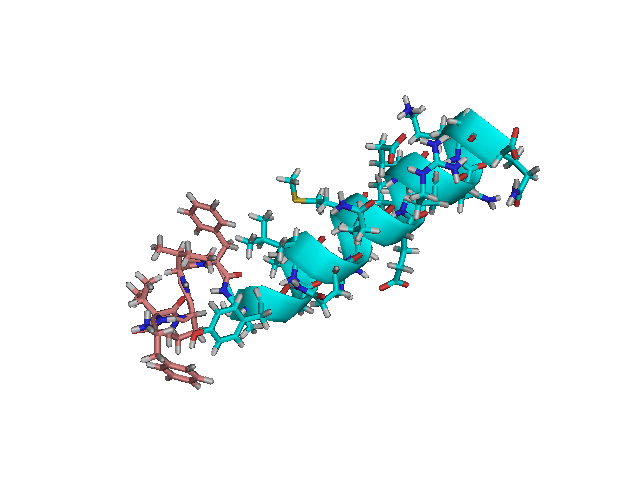
Struktura przestrzenna motyliny

Motylina – hormon tkankowy produkowany przez wyspecjalizowane komórki jelita cienkiego. Stymuluje skurcze mięśni gładkich jelita, bierze udział w regulacji motoryki przewodu pokarmowego przede wszystkim w okresie międzytrawiennym.
Forma aktywna biologicznie motyliny (zbudowana z 22 aminokwasów: Phe-Val-Pro-Ile-Phe-Thr-Tyr-Gly-Glu-Leu-Gln-Arg-Met-Gln-Glu-Lys-Glu-Arg-Asn-Lys-Gly-Gln) powstaje z nieaktywnej cząstki prohormonu i jest kodowana przez gen MLT. Ma częściowo podobną strukturę do innego hormonu peptydowego greliny i wspólne z nim pochodzenie. Syntetyzowana jest przez komórki M(Mo) z układu APUD w dwunastnicy i w mniejszym stopniu w jelicie czczym i krętym (biodrowym). Aktywność biologiczna motyliny związana jest z N-końcowym fragmentem jej cząsteczki.
Motylina reguluje trzecią fazę wędrującego kompleksu motorycznego (MMC), w której żołądek i jelito cienkie opróżniane są z resztek pokarmowych i złuszczonych komórek nabłonka. Nasila także opróżnianie pęcherzyka żółciowego w okresie międzytrawiennym. W okresie trawiennym motylina pobudza skurcze żołądka, przez co przyspiesza jego opróżnianie (w tym czasie jednak działanie motyliny jest słabsze niż w okresie międzytrawiennym).